# Роббі Севідж
Роберт Вільям Севідж (англ. Robert William Savage; нар. 18 жовтня 1974, Рексем) — валлійський футболіст, який грав на позиції півзахисника. По завершенні ігрової кар'єри — футбольний експерт та функціонер.
Вихованець «Манчестер Юнайтед», втім за першу команду так і не зіграв і приєднався до «Кру Александри». Згодом виступав у Прем'єр-лізі за «Лестер Сіті», «Бірмінгем Сіті» та «Блекберн Роверз». У 2008 році він приєднався до «Дербі Каунті», де і грав до завершення кар'єри з невеликою перервою на виступив оренді за «Брайтон енд Гоув Альбіон». Він також грав за національну збірну Уельсу, провівши 39 разів.

## Клубна кар'єра

### Початок кар'єри
Севідж був вихованцем «Манчестер Юнайтед» і грав у команді, яка виграла молодіжний Кубок Англії в 1992 році, а пізніше отримав професійний контракт, але за першу команду так і ніколи не зіграв. 1994 року Севідж приєднався до «Кру Александри», провівши у цій команді три сезони у третьому за рівнем дивізіоні країни.
Він грав у нападі, а потім перейшов у півзахист і зарекомендував себе як дуже компетентний молодий гравець «залізничників», і допоміг їм досягти плей-оф Другого дивізіону у його перших двох сезонів у клубі. Це підвищення стало другим для клубу за 30 років. Пізніше «Кру» отримав просування і втретє, 1997 року. Це був перший раз, коли «Кру» досяг другого рівня системи футбольних ліг Англії, але незабаром після цього Севідж попросив головного тренера «Алекса» Даріо Граді виставити його на трансфер.

### «Лестер Сіті»

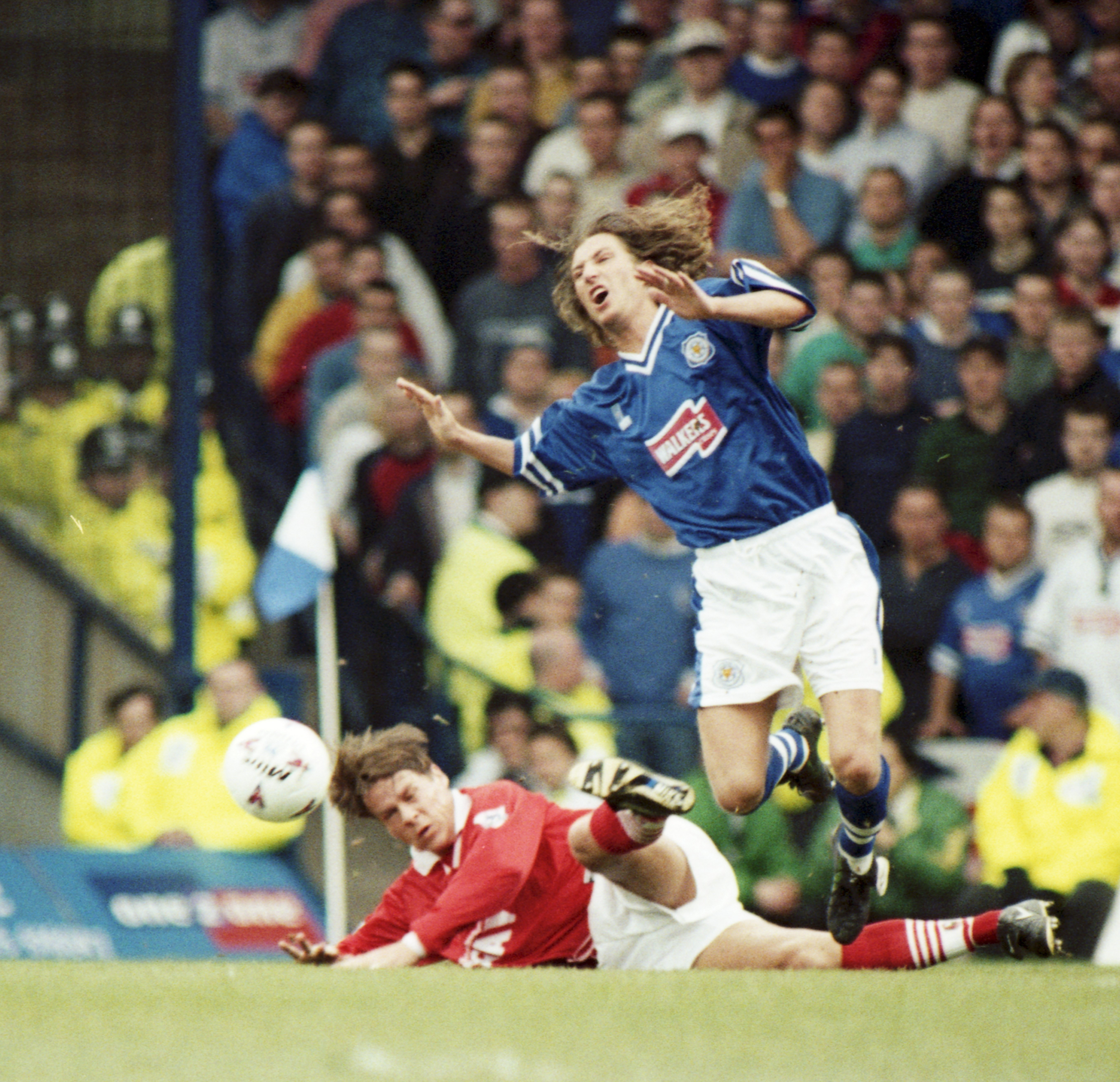
Севідж під час виступів за «Лестер Сіті» у сезоні 1997/98, його перший сезон у клубі.

У липні 1997 року Севідж за 400 000 фунтів стерлінгів перейшов у прем'єрліговий «Лестер Сіті», яким керував Мартін О'Ніл. Севідж провів п'ять років у «Лестері», де він зробив собі ім'я як надійний півзахисник. У 1999 році «Лестер» вийшов у фінал Кубка ліги проти «Тоттенгем Готспур». У суперечливому інциденті Севідж зробив поганий підкат на Джастіна Едінбурга з «Тоттенгема», який у відповідь махнув рукою. Контакт був мінімальним, але Севідж впав на землю. Единбург був вилучений за той епізод, тим не менш «Тоттенгем» виграв фінал. Однак через рік Севідж знову дійшов до фіналу Кубка ліги з командою, цього разу вигравши з рахунком 2:1 у «Транмер Роверс».

### «Бірмінгем Сіті»
Коли «Лестер» вилетів з Прем'єр-ліги в кінці сезону 2001/02 років, Севідж перейшов до новачка вищого дивізіону клубу «Бірмінгем Сіті» за 1,25 млн фунтів стерлінгів, підписавши трирічний контракт. У 2003 році він отримав нагороду найкращому гравцю року у клубі.
На початку січня 2005 року Роббі подав письмову заяву про трансфер, нібито бажаючи бути ближче до своїх хворих батьків у Рексемі. Всього Севедж забив 11 голів у 82 матчах чемпіонату за «Бірмінгем».

### «Блекберн Роверз»
19 січня 2005 року Севідж перейшов у «Блекберн Роверз» за 3 млн фунтів стерлінгів. Протягом перших п'яти місяців у статусі гравця «Блекберна» Севідж допоміг своєму новому клубу зберегти прописку у Прем'єр-лізі і вийти до півфіналу Кубка Англії, програвши Арсеналу з рахунком 0:3 на стадіоні «Мілленіум» на своїй батьківщині.
У сезоні 2005/06 роках Севідж був основним гравцем «Блекберна», зігравши у 42 матчах і забивши один гол у ворота колишнього клубу «Бірмінгем». Наступного сезону він забив голи проти «Зальцбурга» і краківської «Вісли» у кампанії «Роверз» у Кубку УЄФА, але його сезон був достроково завершений через перелом ноги в січні.
У сезоні 2007/08 у Севідж мав проблеми з коліном, зазнавши травми під час матчу проти «Тоттенгема» (2:1), після стику з Роббі Кіном. Через операцію валлієць пропустив шість тижнів і його місце в центрі поля зайняла пара півзахисників Стівен Рід — Девід Данн, через яку Севідж втратив місце в основі.

### «Дербі Каунті»

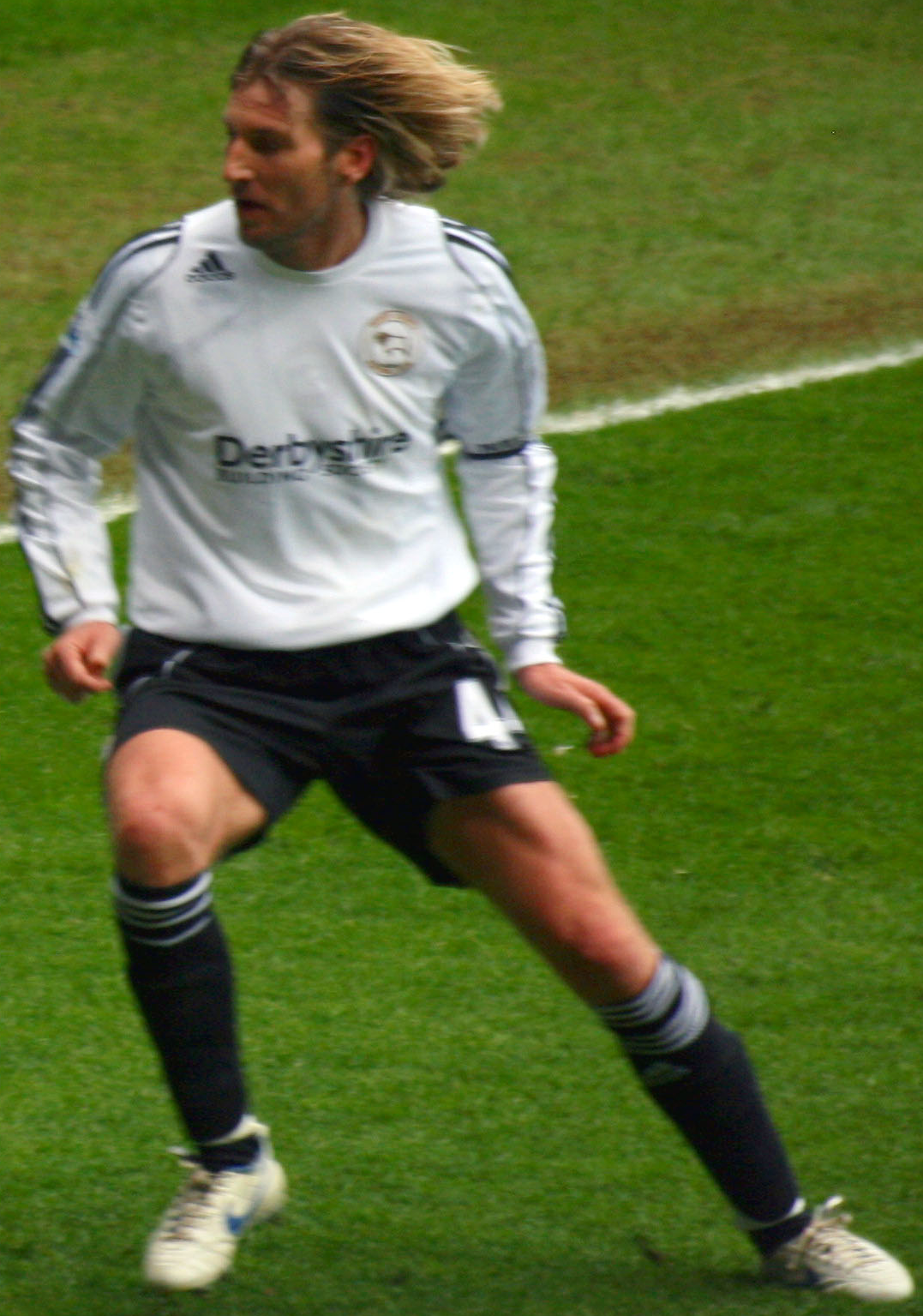
Севідж під час виступів за «Дербі Каунті» у сезоні 2007/08

9 січня 2008 року Севідж приєднався до «Дербі Каунті» за 1,5 млн фунтів стерлінгів, підписавши контракт на два з половиною роки. Згодом стало відомо, що Роббі погодився на зниження зарплати при переході, щоб отримати більше ігрового часу, і відмовився від переходу в «Сандерленд», оскільки вважав, що «Дербі» хотіло його більше. Оскільки футболка з номером 8, яку він носив у попередніх клубах, вже була зайнята тодішнім капітаном команди Меттом Оклі, він взяв номер 44, тому що сума цифр дорівнює 8. Севідж був призначений новим капітаном «Дербі» після того, як Оклі був проданий «Лестеру».
Чутки про те, що Севідж покине «Дербі», з'явилися в липні 2008 року, коли він пропускав кожен передсезонний матч. У серпні голова «Лестер Сіті» Мілан Мандарич заявив про інтерес до Севіджа, який «Дербі» відхилив.
Після того, як Севідж не зміг повернутися до основної команди, він був відправлений в оренду в жовтні в «Брайтон енд Гоув Альбіон» на місяць, щоб підтримувати ігрову форму. Пізніше через рік, під час підготовки до матчу між «Лестером» і «Дербі Каунті», він розповів, що намагався перейти в оренду в «Лестер», однак клуб відмовив гравцю. Повернувшись у «Дербі», під керівництвом нового головного тренера Найджела Клафа, Севідж став основним півзахисником і забив свій перший гол за клуб у матчі проти «Донкастер Роверз» (1:2) 27 лютого 2009 року
10 серпня 2009 року Севедж продовжив контракту з клубом до кінця сезону 2010/11, а незабаром знову отримав капітанську пов'язку. У відповідь Севідж сказав: «Я не заслужив капітана, коли вперше прийшов до клубу. Мені вручили його з першого дня, і я не повинен був її приймати. Це був занадто великий тиск для мене, і мені снився кошмар. Я дозволив йому дістатися до мене. Я думаю, що я готовий до цього зараз. Тепер я відчуваю себе комфортніше». Протягом сезону Севіджа з'являвся у всіх, крім одного, з 51 матчів «Дербі» в чемпіонаті та кубку і забив двічі — спочатку зі штрафного удару у домашньому матчі проти «Квінз Парк Рейнджерс» (2:4), а потім у грі проти «Шеффілд Юнайтед» (1:1). Він також виграв найкращому гравцю року у клубі.
Севідж розпочав сезоні 2010/11 років теж як основний гравець, хоча «Дербі» погано розпочало, вигравши лише одну з перших семи ігор ліги, а форма Севіджа змушувала вболівальників сумніватися в виправданості його місця в команді та його статусу капітана. Він провів свій 100-й матч за клуб у нічийному матчі (2:2) проти «Квінз Парк Рейнджерс», перш ніж розпочав матч із лави запасних проти «Барнслі» (1:1). Це був перший матчі, в якому він не грав за «Дербі» (за винятком ігор, пропущених через дискваліфікацію) з моменту приходу Найджела Клафа на посаду тренера в січні 2009 року.

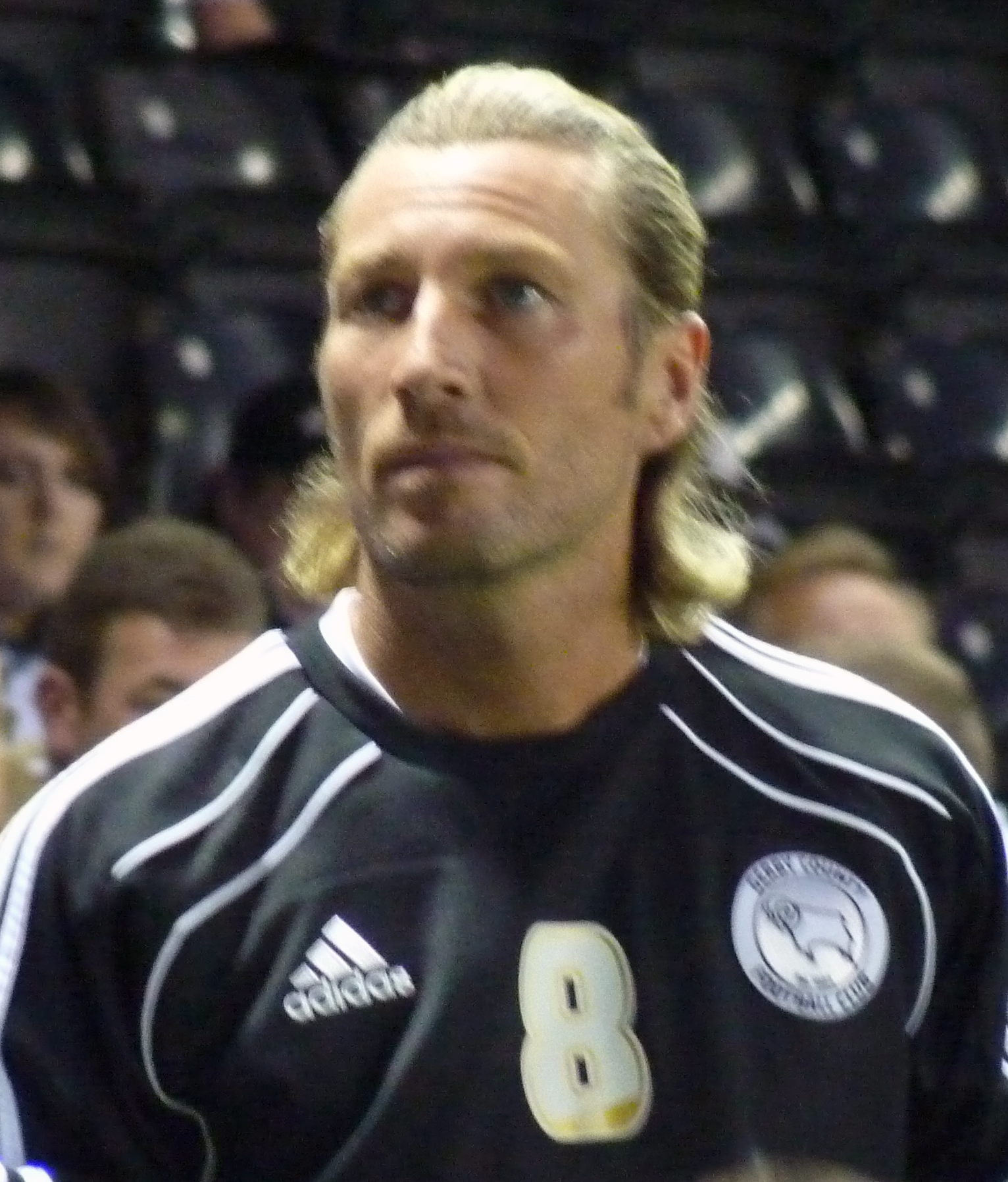
Севідж у складі «Дербі Каунті». 2010 рік.

16 жовтня 2010 року Севідж зіграв свій 600-й матч у кар'єрі, здобувши перемогу над «Престон Норт Енд» з рахунком 3:0 і забив у цій грі пенальті в компенсований час. У січні 2011 року Севідж повідомив, що розглядає можливість покинути клуб і перейти у «Ванкувер Вайткепс», Севідж заявив: «Одне можна сказати точно, я покину Дербі Каунті в кінці сезону, якщо не раніше, навіть якщо вони запропонують мені новий контракт. Мій час тут вийшов. Мені дуже сподобався час з Дербі, і я хочу піти з високо піднятою головою». 31 січня 2011 року Севідж оголосив, що завершить кар'єру в кінці сезону, щоб зосередитися на своїй роботі в ЗМІ. У двох його останніх іграх, домашній поразці від «Брістоль Сіті» та виїзній поразці від «Редінга», він був зустрінутий оплесками та оваціями від уболівальників обох команд.

### «Стокпорт Таун»
24 листопада 2019 року Севідж приєднався до аматорської команди «Стокпорт Таун» з North West Counties League, де дебютував наступного вечора, вийшовши на заміну на 80-й хвилині у матчі з «Овестрі Таун» (3:2). Це була його єдина поява у складі клубу.

## Виступи за збірні
Севідж грав за збірні Уельс до 18 і до 21 року, перш ніж дебютував у національній збірній у 1995 році в грі проти Албанії.
У березні 2005 року Севідж призупинив свої виступи за збірну після того, як новий менеджер Джон Тошак відмовився від нього на матчі кваліфікації до ЧС-2006 проти Австрії. Його ворожнеча з Тошаком і валлійською футбольною асоціацією тривала протягом сезону 2005/06 років, оскільки Севідж наполягав на тому, що покинув міжнародний футбол лише тому, що Тошак сказав йому, що він недостатньо хороший, щоб грати за Уельс.
Всього Севідж провів 39 матчів за збірну, забив два голи, обидва в кваліфікації чемпіонату світу проти Туреччини та Норвегії, і остаточно покинув команду у вересні 2005 року, сказавши, що хоче зосередитися на клубній кар'єрі.
6 березня 2006 року він з'явився на валлійському радіо, беручи участь у дебатах з експертом Лейтоном Джеймсом з приводу його виключення зі складу валлійської команди. На початку своєї міжнародної кар'єри він поконфліктував з тодішнім головним тренером Уельсу Боббі Гоулдом, коли той жартома викинув копію футболки Паоло Мальдіні в сміттєвий контейнер перед матчем проти Італії. Гоулд спочатку виключив Савіджа зі складу збірної, але повернув наступного дня.

## Телевізійна кар'єра
Севідж час від часу виступав експертом під час своєї клубної кар'єри і почав працювати в ЗМІ більш регулярно в сезоні 2009/10. Під час чемпіонату світу 2010 року він працював телеекспертом, зокрема на шоу 6-0-6 на BBC Radio 5 Live.
У вересні 2010 року Севідж став офіційним спортивним послом букмекерської контори William Hill. У травні 2011 року він був нагороджений нагородою Sony Radio Academy Rising Star Award, а також отримав нагороду від Plain English Campaign.
У період з 2009 по 2013 рік Севідж був експертом на ESPN, після чого перейшов на BT Sport.
Після завершення футбольної кар'єри в травні 2011 року Севідж намагався стати більш помітною фігурою телерадіомовлення. З вересня 2011 року Севідж брав участь у серії Strictly Come Dancing разом із Олою Джордан. У шоу, яке транслювалося 22 жовтня, Севідж зробив драматичне ковзання коліном до камери, через що зламав ніс. Севідж і Джордан вибули з змагань у чвертьфіналі 4 грудня 2011 року, посівши шосте місце.
Разом із колишнім англійським гравцем у крикет Ендрю Флінтоффом Севідж брав участь у подкасті BBC Radio 5 Live під назвою Flintoff, Savage & The Ping Pong Guy, який вів колишній гравець у настільний теніс Метью Саєд і у якому обговорювалися актуальні спортивні теми.

## Статистика

### Клубна
| Клуб                     | Сезон              | Чемпіонат          | Чемпіонат | Чемпіонат | Кубок | Кубок | Кубок ліги | Кубок ліги | Єврокубки | Єврокубки | Всього | Всього |
| Клуб                     | Сезон              | Дивізіон           | Ігор      | Голів     | Ігор  | Голів | Ігор       | Голів      | Ігор      | Голів     | Ігор   | Голів  |
| ------------------------ | ------------------ | ------------------ | --------- | --------- | ----- | ----- | ---------- | ---------- | --------- | --------- | ------ | ------ |
| Кру Александра           | 1994–95            | Другий дивізіон    | 6         | 2         | –     | –     | –          | –          | –         | –         | 6      | 2      |
| Кру Александра           | 1995–96            | Другий дивізіон    | 30        | 7         | 3     | 0     | 3          | 0          | –         | –         | 36     | 7      |
| Кру Александра           | 1996–97            | Другий дивізіон    | 41        | 1         | 2     | 0     | 2          | 0          | –         | –         | 45     | 1      |
| Кру Александра           | Всього             | Всього             | 77        | 10        | 5     | 0     | 5          | 0          | –         | –         | 87     | 10     |
| Лестер Сіті              | 1997–98            | Прем'єр-ліга       | 35        | 2         | 2     | 1     | 1          | 0          | 1         | 0         | 39     | 3      |
| Лестер Сіті              | 1998–99            | Прем'єр-ліга       | 34        | 1         | –     | –     | 7          | 0          | –         | –         | 41     | 1      |
| Лестер Сіті              | 1999–00            | Прем'єр-ліга       | 35        | 1         | 5     | 0     | 7          | 0          | –         | –         | 47     | 1      |
| Лестер Сіті              | 2000–01            | Прем'єр-ліга       | 33        | 4         | 4     | 0     | –          | –          | 2         | 0         | 39     | 4      |
| Лестер Сіті              | 2001–02            | Прем'єр-ліга       | 35        | 0         | 1     | 0     | 2          | 0          | –         | –         | 38     | 0      |
| Лестер Сіті              | Всього             | Всього             | 172       | 8         | 12    | 1     | 17         | 0          | 3         | 0         | 204    | 9      |
| Бірмінгем Сіті           | 2002–03            | Прем'єр-ліга       | 33        | 4         | 1     | 0     | –          | –          | –         | –         | 34     | 4      |
| Бірмінгем Сіті           | 2003–04            | Прем'єр-ліга       | 31        | 3         | 4     | 0     | –          | –          | –         | –         | 35     | 3      |
| Бірмінгем Сіті           | 2004–05            | Прем'єр-ліга       | 18        | 4         | –     | –     | 1          | 1          | –         | –         | 19     | 5      |
| Бірмінгем Сіті           | Всього             | Всього             | 82        | 11        | 5     | 0     | 1          | 1          | 0         | 0         | 88     | 12     |
| Блекберн Роверз          | 2004–05            | Прем'єр-ліга       | 9         | 0         | 4     | 0     | –          | –          | –         | –         | 13     | 0      |
| Блекберн Роверз          | 2005–06            | Прем'єр-ліга       | 34        | 1         | 2     | 0     | 6          | 0          | –         | –         | 42     | 1      |
| Блекберн Роверз          | 2006–07            | Прем'єр-ліга       | 21        | 0         | –     | –     | –          | –          | 6         | 2         | 27     | 2      |
| Блекберн Роверз          | 2007–08            | Прем'єр-ліга       | 12        | 0         | –     | –     | 1          | 0          | 5         | 0         | 18     | 0      |
| Блекберн Роверз          | Всього             | Всього             | 76        | 1         | 6     | 0     | 7          | 0          | 11        | 2         | 100    | 3      |
| Дербі Каунті             | 2007–08            | Прем'єр-ліга       | 16        | 0         | 1     | 0     | –          | –          | –         | –         | 17     | 0      |
| Дербі Каунті             | 2008–09            | Чемпіоншип         | 22        | 1         | 3     | 0     | 3          | 0          | –         | –         | 28     | 1      |
| Дербі Каунті             | 2009–10            | Чемпіоншип         | 46        | 2         | 3     | 0     | 1          | 0          | –         | –         | 50     | 2      |
| Дербі Каунті             | 2010–11            | Чемпіоншип         | 40        | 4         | 1     | 0     | 1          | 0          | –         | –         | 42     | 4      |
| Дербі Каунті             | Всього             | Всього             | 124       | 7         | 8     | 0     | 5          | 0          | 0         | 0         | 137    | 7      |
| Брайтон енд Гоув Альбіон | 2008–09            | Перша ліга         | 6         | 0         | –     | –     | –          | –          | –         | –         | 6      | 0      |
| Загалом за кар'єру       | Загалом за кар'єру | Загалом за кар'єру | 537       | 37        | 36    | 1     | 35         | 1          | 14        | 2         | 623    | 41     |

Ця статистика не включає 9 ігор і 1 гол в інших змаганнях з «Кру» (8 ігор, 1 гол) і «Брайтоном» (1 гра).

### Збірна
| Уельс    |      |       |
| Рік      | Ігор | Голів |
| 1995 рік | 1    | 0     |
| 1996 рік | 2    | 0     |
| 1997 рік | 4    | 1     |
| 1998 рік | 5    | 0     |
| 1999 рік | 2    | 0     |
| 2000 рік | 5    | 0     |
| 2001 рік | 3    | 1     |
| 2002 рік | 5    | 0     |
| 2003 рік | 6    | 0     |
| 2004 рік | 6    | 0     |
| Всього   | 39   | 2     |

## Досягнення
- Володар молодіжного кубка Англії[en]: 1991–92[en][45]

- Володар Кубка ліги: 1999/00[46]
- Фіналіст Кубка ліги: 1998–99[47]

## Особисте життя
Севідж і його дружина Сара мають двох синів. У 2012 році один з його синів, Чарлі, приєднався до молодіжної академії «Манчестер Юнайтед», а в квітні 2021 року підписав свій перший професійний контракт з клубом. 8 грудня 2021 року Севідж прокоментував BT Sport матчі, де його син Чарлі дебютував основному складі «Манчестер Юнайтед» у Лізі чемпіонів, вийшовши на заміну в матчі проти «Янг Бойз» (1:1).
У батька Роббі Севіджа була діагностована хвороба Піка, захворювання типу деменції, і він помер у 2012 році. Тому Севідж є представником благодійної організації по догляду за деменцією та дослідженням, Alzheimer's Society
Севідж сказав, що в майбутньому він хотів би закінчити кар'єру в клубі рідного міста «Рексем». Він також сказав, що найбільшим жалем у його футбольній кар'єрі було те, що він не підписав контракт з «Евертоном», коли у нього був шанс у 2005 році.
2011 року Севідж опублікував автобіографію Savage!, написанк разом із Джанін Селф, а в 2015 році опублікував книгу мемуарів та наукових досліджень " Я скажу тобі що… " (I'll Tell You What…).
У жовтні 2014 року Севідж отримав почесну стипендію в Університеті Гліндура Рексема за заслуги перед спортом.